# Archiwum Państwowe w Płocku
Archiwum Państwowe w Płocku (AP Płock) - państwowa jednostka budżetowa o charakterze regionalnym wchodząca w skład administracji rządowej RP współtworząca państwową sieć archiwalną. Do obowiązków archiwum należy wypełnianie zadań wynikających z ustawy Sejmu RP z 14 lipca 1983 r. o Narodowym zasobie archiwalnym i archiwach w zakresie prowadzenia działalności archiwalnej w dziedzinie państwowego zasobu archiwalnego.
Siedziba archiwum mieści się przy ul. Kazimierza Wielkiego 9b w Płocku w zabytkowym spichlerzu wpisanym 28 marca 1962 r. do rejestru zabytków województwa mazowieckiego pod nr 105/515/62 W. Archiwum posiada dwa oddziały zamiejscowe; w Kutnie przy ul. Zamkowej 4a oraz w Łęczycy przy ul. Belwederskiej 38.
Nadzór nad prowadzoną działalnością archiwalną archiwum prowadzi Naczelny Dyrektor Archiwów Państwowych.

## Historia

### Dzieje archiwów w Płocku
W Płocku jako ważnym ośrodku administracyjnym już od czasów pierwszych Piastów wytwarzano materiały archiwalne. W swojej historii miasto było kolebką Królestwa Polskiego, częścią Rzeczpospolitej Obojga Narodów, Księstwa Warszawskiego, a także siedzibą zaborczych władz pruskich oraz rosyjskich władz gubernialnych. Wszystko to przyczyniło się do powstania w Płocku i terenach Mazowsza Płockiego sporej ilości dokumentacji.
W pierwszej kolejności były to głównie dokumenty takie jak księgi grodzkie, ziemskie, księgi sądu książęcego, przywileje oraz lauda sejmikowe. Były one przechowywane na zamku w Płocku, stąd w historiografii nazywa się je Płockim Archiwum Zamkowym.
Od czasów staropolskich w mieście działało także archiwum miejskie, w którym gromadzono wszelkie dokumenty dotyczące funkcjonowania miasta. Początkowo były to przywileje, a następnie dokumenty związane z samorządem takie jak księgi miejskie, ławnicze, radzieckie czy wójtowskie.
Obok archiwów świeckich funkcjonowały tutaj również archiwa kościelne diecezji płockiej. Za sprawą biskupa płockiego Antoniego Nowowiejskiego w 1922 r. połączono wszystkie archiwa kościelne tworząc Płockie Archiwum Diecezjalne.
W 1825 r. w mieście utworzono Archiwum Akt Dawnych przy Trybunale Cywilnym w Płocku, którego zadaniem było przejęcie najdawniejszych archiwaliów z archiwum zamkowego i archiwum miejskiego. W 1880 r. przechowywany przez nie zasób przekazano do Archiwum Głównego Akt Dawnych w Warszawie.
Funkcjonująca w mieście Płocka Komisja Wojewódzka, a później Płocki Rząd Gubernialny i Kancelaria Gubernatora Płockiego wytwarzały dokumentację na potrzeby administracyjne państwa, którą przechowywały w swoim archiwum. Dlatego jeszcze przed formalnym odzyskaniem przez Polskę niepodległości, 31 lipca 1918 r. Rada Regencyjna Królestwa Polskiego wzięła pod opiekę państwa zbiory archiwalne i wydała reskrypt o Organizacji archiwów państwowych i opiece nad archiwaljami, w którym włączyła w struktury nowo powstałych archiwów państwowych tzw. archiwum miejscowe w Płocku obejmujące swoim zakresem tereny guberni płockiej. W ten sposób zabezpieczono zgromadzone już materiały archiwalne bez konieczności ich przewożenia oraz kontynuowano gromadzenie i ewidencjonowanie innych akt po administracji rosyjskiej, które były wówczas w centrum uwagi polskich władz. Po restytucji państwa polskiego 7 lutego 1919 r. dekretem naczelnika państwa o Organizacji archiwów państwowych i opiece nad archiwaljami potwierdzono prawomocnie reskrypt z 1918 r. potwierdzając powołanie do życia obok zaledwie kilku innych (w Piotrkowie Trybunalskim, Lublinie i Lwowie) Archiwum Państwowego w Płocku.

### Dzieje Archiwum Państwowego w Płocku
Swoją działalność Archiwum Państwowe w Płocku rozpoczęło w sierpniu 1919 roku, jego pierwszym kierownikiem został płocki nauczyciel Stefan Rutski. Archiwum początkowo mieściło się w gmachu obecnego Liceum Ogólnokształcącego im. St. Małachowskiego. Później w 1929 r. siedzibę przeniesiono do lokalu na parterze obecnego gmachu Delegatury Mazowieckiego Urzędu Wojewódzkiego w Płocku, przy ulicy Kolegialnej 15. Na fali Wielkiego kryzysu w 1932 r. zaplanowano likwidację placówki, ostatecznie nie doszła ona jednak do skutku. Kres działalności Archiwum Państwowego w Płocku przyniósł wybuch II wojny światowej. Niemcy zlikwidowali archiwum, a zgromadzony przez nie zasób w całości przekazali do Prowincjonalnego Archiwum w Królewcu. Po powojennej pożodze ocalało jedynie około 30% akt z zasobu archiwum, głównie dzięki zabezpieczeniu ich przez wojska radzieckie. Pierwotnie trafiły one do Archiwum Głównego Akt Dawnych w Warszawie, na szczęście w kolejnych latach po wojnie były stopniowo zwracane do Płocka.
Na mocy zarządzenia Ministra Oświaty z 21 lipca 1950 archiwum przekształcono w powiatowy oddział wojewódzkiego archiwum państwowego dla województwa warszawskiego, którym było wówczas Archiwum Akt Nowych. Następnie dekretem z 29 marca 1951 r. w wyniki powołania do życia archiwów centralnych z siedzibą w Warszawie dokonano zmiany w strukturze i przemianowano nazwę archiwum na Powiatowe Archiwum Państwowe w Płocku. Jednak już kilka lat później na mocy zarządzenia nr 17 Naczelnego Dyrektora Archiwów Państwowych z 15 czerwca 1953 r. zostało zlikwidowane, a od 1 lipca zaczęło działać jako Oddział Terenowy Archiwum Wojewódzkiego w Warszawie. Archiwum wojewódzkim zostało wtedy Warszawskie Archiwum Miejskie wciągnięte do sieci archiwów państwowych na mocy zrządzenia nr 91 prezesa Rady Ministrów z 8 czerwca 1951 r. W zgodzie z tym zarządzeniem oddział terenowy w Płocku przejął zasób archiwum miejskiego w Płocku.
Archiwum od samego początku borykało się z problemami lokalowymi i tułało się po różnych lokalach w mieście. Dopiero w 1972 r. uchwałą Prezydium Miejskiej Rady Narodowej w Płocku przyznano z przeznaczeniem na siedzibę Oddziału Terenowego w Płocku zabytkowy spichlerz, w którym obecnie mieści się archiwum. Kolejne ważne zmiany organizacyjne przyniosła reforma administracyjna kraju. Utworzenie województwa płockiego spowodował zmiany w państwowej sieci archiwalnej. Terenowy Oddział Archiwum m.st. Warszawy i Województwa Warszawskiego w Płocku został przemianowany na Wojewódzkie Archiwum Państwowe w Płocku i otrzymał swoją ekspozyturą w Łęczycy. Obejmowało ono swoim zasięgiem nowo powstałe województwo. Kolejna kosmetyczna zmiana w nazwie archiwum wiązała się z wejściem w życie ustawy z 14 lipca 1983 roku o Narodowym zasobie archiwalnym i archiwach, w której pominięto zwrot "wojewódzkie" w nazwach archiwów. Sytuacja ta trwała do grudnia 1991 r. kiedy zgodnie z rozporządzeniem Ministra Edukacji Narodowej z 7 listopada 1991 r. Archiwum Państwowe w Płocku, stało się ponownie tym razem Oddziałem Archiwum Państwowego m. st. Warszawy.
Zgodnie z zarządzeniem nr 8 Naczelnego Dyrektora Archiwów Państwowych z 1 września 1994 r. zostały zlikwidowane oddziały zamiejscowe Archiwum Państwowego m.st. Warszawy w: Płocku, Łęczycy i Kutnie. W ich miejsce powołano na mocy rozporządzenia Ministra Edukacji Narodowej z 25 lipca 1994 r. samodzielne Archiwum Państwowe w Płocku z dwoma oddziałami zamiejscowymi: w Kutnie i Łęczycy. W tym kształcie funkcjonuje do dzisiaj.

### Dyrektorzy i kierownicy archiwum[9]
- Stefan Welamin Rutski (1919-1922),
- Stanisław Zgliczyński (1922-1932),
- Władysław Prawdzik (1932-1935),
- Jerzy Frankenstein (1935-1938),
- dr Marian Witkowski (1938-1939),
- likwidacja w okresie II wojny światowej (1939-1945),
- Wacław Pukas (1951),
- Jan Józef Wańkiewicz (1952-1961),
- Czesława Gąska (1962-1991),
- dr Anna Maria Stogowska (1991-2001),
- Leszek Franciszkiewicz (2001-2013),
- dr Tomasz Piekarski (od 2013).

## Zadania archiwum

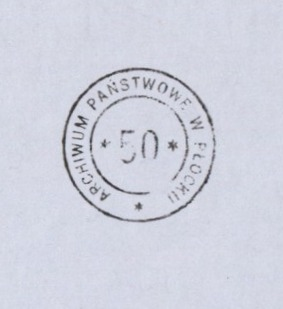
Pieczęć własnościowa Archiwum Państwowego w Płocku

Do zadań ustawowych Archiwum Państwowego w Płocku należy przede wszystkim:
- kształtowanie państwowego zasobu archiwalnego oraz nadzór nad nim;
- przejmowanie, gromadzenie, przechowywanie i zabezpieczanie materiałów archiwalnych (w tym również ich digitalizacja);
- ewidencjonowanie i opracowywanie materiałów archiwalnych;
- udostępnianie materiałów archiwalnych;
- prowadzenie działalności naukowej i wydawniczej;
- prowadzenie działalności informacyjnej i popularyzatorskiej w zakresie materiałów archiwalnych;
- wydawanie uwierzytelnionych wypisów, odpisów, wyciągów oraz zaświadczeń z przechowywanych materiałów archiwalnych;
- prowadzenie spraw w zakresie przechowywania dokumentacji o czasowym okresie przechowywania w zakresie ustalonym ustawą;
- prowadzenie rejestru niepaństwowego zasobu archiwalnego.

## Właściwość terytorialna

### Dla centrali w Płocku:
gminy powiatu płockiego, sierpeckiego oraz gostynińskiego, a także gmina Czerwińsk nad Wisłą powiatu płońskiego oraz gmina Iłów powiatu sochaczewskiego.

### Dla oddziału w Kutnie:
gminy powiatu kutnowskiego oraz gmina Kiernozia powiatu łowickiego.

### Dla oddziału w Łęczycy:
gminy powiatu łęczyckiego: Łęczyca (wiejska i miejska), Daszyna, Witonia, Piątek oraz Góra św. Małgorzaty.

## Kształt organizacyjny archiwum
Obecna struktura organizacyjna oraz przedmiot działalności i zakres działania archiwum zostały wprowadzone w życie 1 stycznia 2023 r. na podstawie zarządzenia nr 27 Naczelnego Dyrektora Archiwów Państwowych z dnia 31 marca 2022 r. w sprawie nadania statutu Archiwum Państwowemu w Płocku. Szczegółową organizację wewnętrzną oraz zakres zadań komórek organizacyjnych, a także tryb realizacji tych zadań określa regulamin organizacyjny nadany przez Dyrektora Archiwum Państwowego w Płocku.

### Schemat organizacyjny archiwum[16]:
|  |  |                                              |                                              |                                                                        |                                                                        |                                                                        |                                                                        | Dyrektor                                                               |                                                                        |  |  |                                               |                                               |                                               |                                               |                                               |                                               |  |  | | | | | | |  |  |
|  |  |                                              |                                              |                                                                        |                                                                        |                                                                        |                                                                        |                                                                        |                                                                        |  |  |                                               |                                               |                                               |                                               | Kolegium                                      |                                               |  |  | | | | | | |  |  |
|  |  |                                              |                                              |                                                                        |                                                                        |                                                                        |                                                                        |                                                                        |                                                                        |  |  |                                               |                                               |                                               |                                               |                                               |                                               |  |  | | | | | | |  |  |
|  |  |                                              |                                              |                                                                        |                                                                        |                                                                        |                                                                        |                                                                        |                                                                        |  |  |                                               |                                               |                                               |                                               |                                               |                                               |  |  | | | | | | |  |  |
|  |  |                                              |                                              | Oddział I kształtowania narodowego zasobu archiwalnego                 | Oddział I kształtowania narodowego zasobu archiwalnego                 | Oddział I kształtowania narodowego zasobu archiwalnego                 | Oddział I kształtowania narodowego zasobu archiwalnego                 | Oddział I kształtowania narodowego zasobu archiwalnego                 | Oddział I kształtowania narodowego zasobu archiwalnego                 |  |  | Dział administracyjno- gospodarczy            | Dział administracyjno- gospodarczy            | Dział administracyjno- gospodarczy            | Dział administracyjno- gospodarczy            | Dział administracyjno- gospodarczy            | Dział administracyjno- gospodarczy            |  |  | Regionalna Komisja Archiwalnej Oceny Dokumentacji Archiwum Państwowego w Częstochowie, Archiwum Państwowego w Kaliszu, Archiwum Państwowego w Łodzi, Archiwum Państwowego w Piotrkowie Trybunalskim i Archiwum Państwowego w Płocku                | Regionalna Komisja Archiwalnej Oceny Dokumentacji Archiwum Państwowego w Częstochowie, Archiwum Państwowego w Kaliszu, Archiwum Państwowego w Łodzi, Archiwum Państwowego w Piotrkowie Trybunalskim i Archiwum Państwowego w Płocku                | Regionalna Komisja Archiwalnej Oceny Dokumentacji Archiwum Państwowego w Częstochowie, Archiwum Państwowego w Kaliszu, Archiwum Państwowego w Łodzi, Archiwum Państwowego w Piotrkowie Trybunalskim i Archiwum Państwowego w Płocku                | Regionalna Komisja Archiwalnej Oceny Dokumentacji Archiwum Państwowego w Częstochowie, Archiwum Państwowego w Kaliszu, Archiwum Państwowego w Łodzi, Archiwum Państwowego w Piotrkowie Trybunalskim i Archiwum Państwowego w Płocku                | Regionalna Komisja Archiwalnej Oceny Dokumentacji Archiwum Państwowego w Częstochowie, Archiwum Państwowego w Kaliszu, Archiwum Państwowego w Łodzi, Archiwum Państwowego w Piotrkowie Trybunalskim i Archiwum Państwowego w Płocku                | Regionalna Komisja Archiwalnej Oceny Dokumentacji Archiwum Państwowego w Częstochowie, Archiwum Państwowego w Kaliszu, Archiwum Państwowego w Łodzi, Archiwum Państwowego w Piotrkowie Trybunalskim i Archiwum Państwowego w Płocku                |  |  |
|  |  |                                              |                                              | Oddział I kształtowania narodowego zasobu archiwalnego                 | Oddział I kształtowania narodowego zasobu archiwalnego                 | Oddział I kształtowania narodowego zasobu archiwalnego                 | Oddział I kształtowania narodowego zasobu archiwalnego                 | Oddział I kształtowania narodowego zasobu archiwalnego                 | Oddział I kształtowania narodowego zasobu archiwalnego                 |  |  | Dział administracyjno- gospodarczy            | Dział administracyjno- gospodarczy            | Dział administracyjno- gospodarczy            | Dział administracyjno- gospodarczy            | Dział administracyjno- gospodarczy            | Dział administracyjno- gospodarczy            |  |  | Regionalna Komisja Archiwalnej Oceny Dokumentacji Archiwum Państwowego w Częstochowie, Archiwum Państwowego w Kaliszu, Archiwum Państwowego w Łodzi, Archiwum Państwowego w Piotrkowie Trybunalskim i Archiwum Państwowego w Płocku                | Regionalna Komisja Archiwalnej Oceny Dokumentacji Archiwum Państwowego w Częstochowie, Archiwum Państwowego w Kaliszu, Archiwum Państwowego w Łodzi, Archiwum Państwowego w Piotrkowie Trybunalskim i Archiwum Państwowego w Płocku                | Regionalna Komisja Archiwalnej Oceny Dokumentacji Archiwum Państwowego w Częstochowie, Archiwum Państwowego w Kaliszu, Archiwum Państwowego w Łodzi, Archiwum Państwowego w Piotrkowie Trybunalskim i Archiwum Państwowego w Płocku                | Regionalna Komisja Archiwalnej Oceny Dokumentacji Archiwum Państwowego w Częstochowie, Archiwum Państwowego w Kaliszu, Archiwum Państwowego w Łodzi, Archiwum Państwowego w Piotrkowie Trybunalskim i Archiwum Państwowego w Płocku                | Regionalna Komisja Archiwalnej Oceny Dokumentacji Archiwum Państwowego w Częstochowie, Archiwum Państwowego w Kaliszu, Archiwum Państwowego w Łodzi, Archiwum Państwowego w Piotrkowie Trybunalskim i Archiwum Państwowego w Płocku                | Regionalna Komisja Archiwalnej Oceny Dokumentacji Archiwum Państwowego w Częstochowie, Archiwum Państwowego w Kaliszu, Archiwum Państwowego w Łodzi, Archiwum Państwowego w Piotrkowie Trybunalskim i Archiwum Państwowego w Płocku                |  |  |
|  |  |                                              |                                              |                                                                        |                                                                        |                                                                        |                                                                        |                                                                        |                                                                        |  |  |                                               |                                               |                                               |                                               |                                               |                                               |  |  | | | | | | |  |  |
|  |  |                                              |                                              | Oddział II ewidencji, opracowania i zabezpieczania zasobu archiwalnego | Oddział II ewidencji, opracowania i zabezpieczania zasobu archiwalnego | Oddział II ewidencji, opracowania i zabezpieczania zasobu archiwalnego | Oddział II ewidencji, opracowania i zabezpieczania zasobu archiwalnego | Oddział II ewidencji, opracowania i zabezpieczania zasobu archiwalnego | Oddział II ewidencji, opracowania i zabezpieczania zasobu archiwalnego |  |  | Dział finansowo-księgowy                      | Dział finansowo-księgowy                      | Dział finansowo-księgowy                      | Dział finansowo-księgowy                      | Dział finansowo-księgowy                      | Dział finansowo-księgowy                      |  |  | Regionalna Komisja Metodyczna Archiwum Państwowego w Łodzi, Archiwum Państwowego w Częstochowie, Archiwum Państwowego w Kaliszu, Archiwum Państwowego w Piotrkowie Trybunalskim i Archiwum Państwowego w Płocku                                    | Regionalna Komisja Metodyczna Archiwum Państwowego w Łodzi, Archiwum Państwowego w Częstochowie, Archiwum Państwowego w Kaliszu, Archiwum Państwowego w Piotrkowie Trybunalskim i Archiwum Państwowego w Płocku                                    | Regionalna Komisja Metodyczna Archiwum Państwowego w Łodzi, Archiwum Państwowego w Częstochowie, Archiwum Państwowego w Kaliszu, Archiwum Państwowego w Piotrkowie Trybunalskim i Archiwum Państwowego w Płocku                                    | Regionalna Komisja Metodyczna Archiwum Państwowego w Łodzi, Archiwum Państwowego w Częstochowie, Archiwum Państwowego w Kaliszu, Archiwum Państwowego w Piotrkowie Trybunalskim i Archiwum Państwowego w Płocku                                    | Regionalna Komisja Metodyczna Archiwum Państwowego w Łodzi, Archiwum Państwowego w Częstochowie, Archiwum Państwowego w Kaliszu, Archiwum Państwowego w Piotrkowie Trybunalskim i Archiwum Państwowego w Płocku                                    | Regionalna Komisja Metodyczna Archiwum Państwowego w Łodzi, Archiwum Państwowego w Częstochowie, Archiwum Państwowego w Kaliszu, Archiwum Państwowego w Piotrkowie Trybunalskim i Archiwum Państwowego w Płocku                                    |  |  |
|  |  |                                              |                                              | Oddział II ewidencji, opracowania i zabezpieczania zasobu archiwalnego | Oddział II ewidencji, opracowania i zabezpieczania zasobu archiwalnego | Oddział II ewidencji, opracowania i zabezpieczania zasobu archiwalnego | Oddział II ewidencji, opracowania i zabezpieczania zasobu archiwalnego | Oddział II ewidencji, opracowania i zabezpieczania zasobu archiwalnego | Oddział II ewidencji, opracowania i zabezpieczania zasobu archiwalnego |  |  | Dział finansowo-księgowy                      | Dział finansowo-księgowy                      | Dział finansowo-księgowy                      | Dział finansowo-księgowy                      | Dział finansowo-księgowy                      | Dział finansowo-księgowy                      |  |  | Regionalna Komisja Metodyczna Archiwum Państwowego w Łodzi, Archiwum Państwowego w Częstochowie, Archiwum Państwowego w Kaliszu, Archiwum Państwowego w Piotrkowie Trybunalskim i Archiwum Państwowego w Płocku                                    | Regionalna Komisja Metodyczna Archiwum Państwowego w Łodzi, Archiwum Państwowego w Częstochowie, Archiwum Państwowego w Kaliszu, Archiwum Państwowego w Piotrkowie Trybunalskim i Archiwum Państwowego w Płocku                                    | Regionalna Komisja Metodyczna Archiwum Państwowego w Łodzi, Archiwum Państwowego w Częstochowie, Archiwum Państwowego w Kaliszu, Archiwum Państwowego w Piotrkowie Trybunalskim i Archiwum Państwowego w Płocku                                    | Regionalna Komisja Metodyczna Archiwum Państwowego w Łodzi, Archiwum Państwowego w Częstochowie, Archiwum Państwowego w Kaliszu, Archiwum Państwowego w Piotrkowie Trybunalskim i Archiwum Państwowego w Płocku                                    | Regionalna Komisja Metodyczna Archiwum Państwowego w Łodzi, Archiwum Państwowego w Częstochowie, Archiwum Państwowego w Kaliszu, Archiwum Państwowego w Piotrkowie Trybunalskim i Archiwum Państwowego w Płocku                                    | Regionalna Komisja Metodyczna Archiwum Państwowego w Łodzi, Archiwum Państwowego w Częstochowie, Archiwum Państwowego w Kaliszu, Archiwum Państwowego w Piotrkowie Trybunalskim i Archiwum Państwowego w Płocku                                    |  |  |
|  |  |                                              |                                              |                                                                        |                                                                        |                                                                        |                                                                        |                                                                        |                                                                        |  |  |                                               |                                               |                                               |                                               |                                               |                                               |  |  | | | | | | |  |  |
|  |  |                                              |                                              | Oddział III udostępniania zasobu archiwalnego                          | Oddział III udostępniania zasobu archiwalnego                          | Oddział III udostępniania zasobu archiwalnego                          | Oddział III udostępniania zasobu archiwalnego                          | Oddział III udostępniania zasobu archiwalnego                          | Oddział III udostępniania zasobu archiwalnego                          |  |  | Dział finansowo-księgowy                      | Dział finansowo-księgowy                      | Dział finansowo-księgowy                      | Dział finansowo-księgowy                      | Dział finansowo-księgowy                      | Dział finansowo-księgowy                      |  |  | Regionalna Komisja do spraw pozyskiwania materiałów archiwalnych Archiwum Państwowego w Piotrkowie Trybunalskim, Archiwum Państwowego w Częstochowie, Archiwum Państwowego w Kaliszu, Archiwum Państwowego w Łodzi i Archiwum Państwowego w Płocku | Regionalna Komisja do spraw pozyskiwania materiałów archiwalnych Archiwum Państwowego w Piotrkowie Trybunalskim, Archiwum Państwowego w Częstochowie, Archiwum Państwowego w Kaliszu, Archiwum Państwowego w Łodzi i Archiwum Państwowego w Płocku | Regionalna Komisja do spraw pozyskiwania materiałów archiwalnych Archiwum Państwowego w Piotrkowie Trybunalskim, Archiwum Państwowego w Częstochowie, Archiwum Państwowego w Kaliszu, Archiwum Państwowego w Łodzi i Archiwum Państwowego w Płocku | Regionalna Komisja do spraw pozyskiwania materiałów archiwalnych Archiwum Państwowego w Piotrkowie Trybunalskim, Archiwum Państwowego w Częstochowie, Archiwum Państwowego w Kaliszu, Archiwum Państwowego w Łodzi i Archiwum Państwowego w Płocku | Regionalna Komisja do spraw pozyskiwania materiałów archiwalnych Archiwum Państwowego w Piotrkowie Trybunalskim, Archiwum Państwowego w Częstochowie, Archiwum Państwowego w Kaliszu, Archiwum Państwowego w Łodzi i Archiwum Państwowego w Płocku | Regionalna Komisja do spraw pozyskiwania materiałów archiwalnych Archiwum Państwowego w Piotrkowie Trybunalskim, Archiwum Państwowego w Częstochowie, Archiwum Państwowego w Kaliszu, Archiwum Państwowego w Łodzi i Archiwum Państwowego w Płocku |  |  |
|  |  |                                              |                                              | Oddział III udostępniania zasobu archiwalnego                          | Oddział III udostępniania zasobu archiwalnego                          | Oddział III udostępniania zasobu archiwalnego                          | Oddział III udostępniania zasobu archiwalnego                          | Oddział III udostępniania zasobu archiwalnego                          | Oddział III udostępniania zasobu archiwalnego                          |  |  | Dział finansowo-księgowy                      | Dział finansowo-księgowy                      | Dział finansowo-księgowy                      | Dział finansowo-księgowy                      | Dział finansowo-księgowy                      | Dział finansowo-księgowy                      |  |  | Regionalna Komisja do spraw pozyskiwania materiałów archiwalnych Archiwum Państwowego w Piotrkowie Trybunalskim, Archiwum Państwowego w Częstochowie, Archiwum Państwowego w Kaliszu, Archiwum Państwowego w Łodzi i Archiwum Państwowego w Płocku | Regionalna Komisja do spraw pozyskiwania materiałów archiwalnych Archiwum Państwowego w Piotrkowie Trybunalskim, Archiwum Państwowego w Częstochowie, Archiwum Państwowego w Kaliszu, Archiwum Państwowego w Łodzi i Archiwum Państwowego w Płocku | Regionalna Komisja do spraw pozyskiwania materiałów archiwalnych Archiwum Państwowego w Piotrkowie Trybunalskim, Archiwum Państwowego w Częstochowie, Archiwum Państwowego w Kaliszu, Archiwum Państwowego w Łodzi i Archiwum Państwowego w Płocku | Regionalna Komisja do spraw pozyskiwania materiałów archiwalnych Archiwum Państwowego w Piotrkowie Trybunalskim, Archiwum Państwowego w Częstochowie, Archiwum Państwowego w Kaliszu, Archiwum Państwowego w Łodzi i Archiwum Państwowego w Płocku | Regionalna Komisja do spraw pozyskiwania materiałów archiwalnych Archiwum Państwowego w Piotrkowie Trybunalskim, Archiwum Państwowego w Częstochowie, Archiwum Państwowego w Kaliszu, Archiwum Państwowego w Łodzi i Archiwum Państwowego w Płocku | Regionalna Komisja do spraw pozyskiwania materiałów archiwalnych Archiwum Państwowego w Piotrkowie Trybunalskim, Archiwum Państwowego w Częstochowie, Archiwum Państwowego w Kaliszu, Archiwum Państwowego w Łodzi i Archiwum Państwowego w Płocku |  |  |
|  |  |                                              |                                              |                                                                        |                                                                        |                                                                        |                                                                        |                                                                        |                                                                        |  |  |                                               |                                               |                                               |                                               |                                               |                                               |  |  | | | | | | |  |  |
|  |  |                                              |                                              | Stanowisko do spraw popularyzacji zasobu archiwalnego                  |                                                                        |                                                                        |                                                                        |                                                                        |                                                                        |  |  |                                               |                                               |                                               |                                               |                                               |                                               |  |  | | | | | | |  |  |
|  |  |                                              |                                              |                                                                        |                                                                        |                                                                        |                                                                        |                                                                        |                                                                        |  |  |                                               |                                               |                                               |                                               |                                               |                                               |  |  | | | | | | |  |  |
|  |  |                                              |                                              |                                                                        |                                                                        |                                                                        |                                                                        |                                                                        |                                                                        |  |  |                                               |                                               |                                               |                                               |                                               |                                               |  |  | | | | | | |  |  |
|  |  |                                              |                                              |                                                                        |                                                                        |                                                                        |                                                                        |                                                                        |                                                                        |  |  |                                               |                                               |                                               |                                               |                                               |                                               |  |  | | | | | | |  |  |
|  |  | Archiwum Państwowe w Płocku Oddział w Kutnie | Archiwum Państwowe w Płocku Oddział w Kutnie | Archiwum Państwowe w Płocku Oddział w Kutnie                           | Archiwum Państwowe w Płocku Oddział w Kutnie                           | Archiwum Państwowe w Płocku Oddział w Kutnie                           | Archiwum Państwowe w Płocku Oddział w Kutnie                           |                                                                        |                                                                        |  |  | Archiwum Państwowe w Płocku Oddział w Łęczycy | Archiwum Państwowe w Płocku Oddział w Łęczycy | Archiwum Państwowe w Płocku Oddział w Łęczycy | Archiwum Państwowe w Płocku Oddział w Łęczycy | Archiwum Państwowe w Płocku Oddział w Łęczycy | Archiwum Państwowe w Płocku Oddział w Łęczycy |  |  | | | | | | |  |  |

## Ciekawostka
Najstarszym materiałem archiwalnym przechowywanym w zasobie archiwum jest pergaminowy dokument wydany 6 czerwca 1664 r. w Gostyninie, w którym Bartłomiej Milewski burmistrz miasta Gostynina, Szymon Burnet landwójt gostyniński oraz Piotr Żorawski rajca miasta Gostynina, potwierdzają nową ordynację dla cechów świeckich w mieście. Dokument ten jest dostępny on-line na portalu www.szukajwarchiwach.gov.pl.